# Arctische Raad

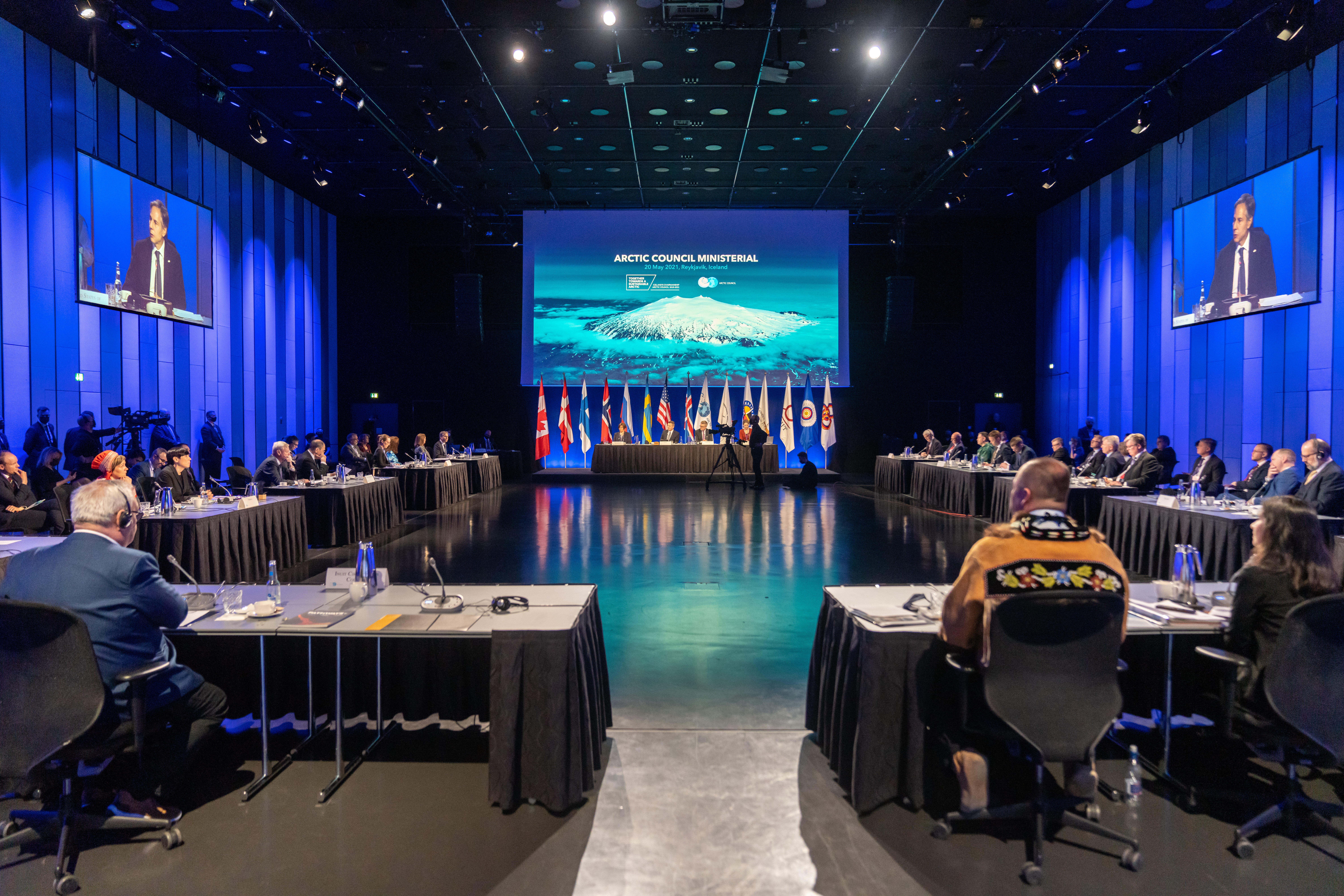
De ministriële bijeenkomst in Reykjavik in 2021.

Permanente leden
Waarnemers

De Arctische Raad (Engels: Arctic Council) is een intergouvernementeel forum voor samenwerking en coördinatie omtrent het noordpoolgebied. Dit gebied telt zo'n 4 miljoen inwoners waarvan zo'n half miljoen tot de inheemse bevolking behoren. Zij worden nauw betrokken bij de Raad.

## Lidstaten
Dit zijn de acht landen die grondgebied hebben dat in het noordpoolgebied ligt.
- Canada
- Denemarken, waartoe Groenland en de Faeröereilanden behoren
- Finland
- IJsland, heeft als enige lidstaat geen inheemse bevolking

- Noorwegen
- Rusland, omvat meer dan de helft van de Arctische kustlijn en de helft van de inheemse bevolking
- Zweden
- Verenigde Staten, waartoe Alaska behoort

## Permanente deelnemers
De permanente deelnemers zijn organisaties die de inheemse bevolking in het Arctisch gebied vertegenwoordigen. Zij moeten altijd geconsulteerd worden en mogen deelnemen aan alle bijeenkomsten, maar hebben geen beslissingsrecht. Ze worden bijgestaan door een eigen secretariaat.
Tussen haakjes het aantal vertegenwoordigde mensen.
- Internationale Associatie van Aleoeten (>15.000)
- Raad van Arctische Athabaskan (45.000)
- Internationale Raad van Gwich'in (9000)
- Circumpolaire Raad van Inuit (180.000)
- Russische Associatie van Noordelijke Inheemse Volkeren (250.000)
- Raad van Samen (100.000)

## Waarnemers
Tussen haakjes het jaar van toetreding.
- Duitsland (1998)
- Nederland (1998)
- Polen (1998)
- Verenigd Koninkrijk (1998)
- Frankrijk (2000)

- Spanje (2006)
- China (2013)
- India (2013)
- Italië (2013)

- Japan (2013)
- Zuid-Korea (2013)
- Singapore (2013)
- Zwitserland (2017)

Naast deze landen hebben ook een aantal intergouvermentele, interparlementaire en niet-gouvernementele organisaties de status van waarnemer. Onder hen de Internationale Federatie van Rode Kruis- en Rode Halve Maanverenigingen, de Internationale Maritieme Organisatie, de Noordse Ministerraad, het Ontwikkelingsprogramma van de Verenigde Naties, het Milieuprogramma van de Verenigde Naties, de Wereld Meteorologische Organisatie en het Arctisch Programma van het World Wide Fund for Nature.
Ook de Europese Unie had in 2013 de status van waarnemer aangevraagd maar eerst weigerde Canada vanwege de Europese regels omtrent zeehondenproducten en dan Rusland vanwege de sancties die het werd opgelegd na de annexatie van de Krim. Een beslissing werd telkenmale uitgesteld en de Unie mag intussentijd aanwezig zijn op bijeenkomsten.

## Werk- en expertgroepen
De Arctische Raad heeft twee doelstellingen in het noordpoolgebied: milieubescherming en duurzame ontwikkeling. Er werden verschillende werkgroepen opgericht waarin de lidstaten samenwerken rond een specifiek thema.
Tussen haakjes het jaar van oprichting. De meesten werden al opgericht in het kader van het akkoord inzake milieubescherming uit 1991.
- Arctisch Waarnemings- en Beoordelingsprogramma (1991), waarnemen en meten van vervuiling en de gevolgen van de klimaatverandering
- Behoud van Arctische Flora en Fauna (1991)[3], bewaren van de biodiversiteit in het Arctisch gebied
- Noodpreventie, voorbereidheid en reactie (1991), voorkomen van en voorbereiden op milieu- en andere rampen en ongevallen en samenwerking van opsporing en redding
- Bescherming van het Arctische Mariem Milieu (1991), plannen en richtlijnen inzake scheepvaart, beschermde gebieden, mijnbouw en zeevervuiling
- Werkgroep Duurzame Ontwikkeling (1998), verbetering van het milieu en de economische en sociale omstandigheden voor de inheemse bevolking
- Arctisch Actieprogramma Verontreinigingen (2006), voorkomen en verminderen van milieuverontreiniging

## Geschiedenis
In 1991 kwamen de acht Arctische landen de Arctische Milieubeschermingsstrategie overeen.
De Arctische Raad werd opgericht door de Verklaring van Ottawa op 19 september 1996. De structuren die in het kader van het akkoord uit 1991 waren opgezet gingen erin op.
In 1998 traden Duitsland, Nederland, Polen en het Verenigd Koninkrijk toe als waarnemers. Deze landen investeerden veel in wetenschappelijk onderzoek op de noordpool en waren al lange tijd betrokken bij het natuurbehoud in de regio. In 2000 werd ook Frankrijk om deze reden toegelaten als waarnemer.
Begin 2013 werd een permanent secretariaat geopend in het Noorse Tromsø. Ook werd de status van ad-hoc-waarnemers afgeschaft zodat er enkel nog permanente waarnemers waren.
De wereldwijde belangstelling voor de noordpool nam toe door de mogelijkheden voor olie- en gaswinning, mijnbouw en scheepvaartroutes in het gebied en het groeiende belang van de klimaatverandering. Steeds meer landen en organisaties vroegen de status van waarnemer aan om een stem te hebben in het regionale bestuur. In 2013 werden verschillende Aziatische landen, waaronder China, India en Japan, waarnemer.
De Amerikaanse afgevaardigde Julie Gourley zei in 2016 dat de Arctische Raad door al die waarnemers een "grote drukke kamer aan het worden is". In 2017 kreeg enkel Zwitserland de status en werden Griekenland, Turkije en Mongolië afgewezen. In 2021 werden Estland, Ierland en Tsjechië eveneens afgewezen.
In maart 2022 kondigden alle lidstaten behalve Rusland aan de samenwerking te boycotten naar aanleiding van de Russische invasie van Oekraïne. Rusland was op dat moment voorzitter van de Raad en de eerstvolgende bijeenkomst zou dan ook in dat land plaatsvinden.